# John Doe (musicista)
John Doe, nato John Nommensen Duchac (Decatur, 25 febbraio 1954), è un musicista, attore e cantautore statunitense.

## Biografia
È cofondatore del gruppo punk rock di Los Angeles chiamato X, attivo dal 1977. Come attore ha partecipato a diverse serie televisive, tra cui Roswell, Law & Order - I due volti della giustizia, e alcuni film.
Oltre ad incidere con gli X, è membro di un altro gruppo chiamato The Knitters. Negli anni ottanta ha lavorato per due album con una band chiamata The Flesh Eaters. Inoltre è attivo come solista. Nel 2016 ha pubblicato il suo libro Under a big Black, a personal history of L.A. Punk, dove narra la storia della scena punk originaria di Los Angeles, anche con le testimonianze di molti protagonisti.

## Discografia parziale
Con gli X

Solista
- 1990 - Meet John Doe
- 1995 - Kissingsohard
- 2000 - Freedom Is...
- 2002 - Dim Stars, Bright Sky
- 2005 - Forever Hasn't Happened Yet
- 2006 - For the Best of Us
- 2007 - A Year in the Wilderness
- 2011 - Keeper

## Filmografia parziale

### Cinema
- The Decline of Western Civilization, regia di Penelope Spheeris (1980)
- Salvador, regia di Oliver Stone (1986)
- Il duro del Road House (Road House), regia di Rowdy Herrington (1989)
- Great Balls of Fire! - Vampate di fuoco (Great Balls of Fire!), regia di Jim McBride (1989)
- Wyatt Earp, regia di Lawrence Kasdan (1994)
- Georgia, regia di Ulu Grosbard (1995)
- Vanishing Point, regia di Charles Robert Carner (1997)
- Touch, regia di Paul Schrader (1997)
- L'ultima volta che mi sono suicidato (The Last Time I Committed Suicide), regia di Stephen Kay (1997)
- Boogie Nights - L'altra Hollywood (Boogie Nights), regia di Paul Thomas Anderson (1997)
- Carrie 2: la furia (The Rage: Carrie 2), regia di Katt Shea (1999)
- Piovuta dal cielo (Forces of Nature), regia di Bronwen Hughes (1999)
- Bangkok, senza ritorno (Brokedown Palace), regia di Jonathan Kaplan (1999)
- Gypsy 83, regia di Todd Stephens (2001)
- The Good Girl, regia di Miguel Arteta (2002)
- Torque - Circuiti di fuoco (Torque), regia di Joseph Kahn (2004)
- I segreti per farla innamorare (Lucky 13), regia di Chris Hall (2005)
- The Darwin Awards - Suicidi accidentali per menti poco evolute (The Darwin Awards), regia di Finn Taylor (2006)
- Ten Inch Hero, regia di David Mackay (2007)

### Televisione
- Roswell – serie TV, 18 episodi (1999-2002)
- Wuthering Heights – film TV (2003)
- Law & Order - I due volti della giustizia (Law & Order) – serie TV, 1 episodio (2003)
- One Tree Hill – serie TV, 3 episodi (2008)

## Doppiatori italiani
Nelle versioni in italiano delle opere in cui ha recitato, John Doe è stato doppiato da:
- Claudio De Angelis in Great Balls of Fire! - Vampate di fuoco
- Pasquale Anselmo ne L'ultima volta che mi sono suicidato
- Nino Prester in Boogie Nights - L'altra Hollywood
- Christian Iansante in Piovuta dal cielo
- Antonio Angrisano in Roswell
- Francesco Prando in E.R. - Medici in prima linea
- Giorgio Locuratolo in Carnivàle
- Saverio Moriones in CSI: Miami
- Gerolamo Alchieri in One Three Hill